# Sieraków
Sieraków è un comune urbano-rurale polacco del distretto di Międzychód, nel voivodato della Grande Polonia.
Ricopre una superficie di 203,31 km² e nel 2004 contava 8 624 abitanti.